# Tang Wei
Tang Wei (湯唯T, 汤唯S, Tāng WéiP; Wenzhou, 7 ottobre 1979) è un'attrice e modella cinese, nota per il film Lussuria - Seduzione e tradimento (2007).

## Biografia
Nasce a Wenzhou, secondogenita del pittore nonché illustratore di libri scolastici Tang Yuming e dell'attrice teatrale Shi Xifeng, attiva anche come assistente di un illusionista. Con la famiglia vive a Hangzhou. Suo fratello maggiore Tang Qijun seguirà le orme paterne diventando pittore. Anche per lei, appassionata giocatrice di badminton, viene prospettato un futuro da pittrice, ma si appassiona alla recitazione. Studia alla Hangzhou No. 14 Middle School, che conclude nel 1994. Passa poi alla Hangzhou Fine Arts Vocational School, e nel 1995 ha modo di conoscere il futuro attore Zhu Yuchen. Entrambi coltivano il sogno di venire ammessi alla Central Academy of Drama di Pechino: si incontrano nuovamente nel 1997, si fidanzano, ma all'accademia vengono respinti. Lei nel frattempo, grazie a un'amica figlia del produttore di una serie televisiva in realizzazione sul calcio femminile, ha modo di esordire recitando il ruolo di una ragazza portiere, contribuendo poi con il compenso a sanare alcuni debiti di suo padre. Nel 1998 il suo fidanzato, al secondo tentativo viene ammesso all'accademia. Lei, nuovamente respinta, si trasferisce comunque con lui a Pechino. Suo padre per ricompensarla dell'aiuto le regala un corso di recitazione a Hangzhou; un giorno con dei compagni di corso si presenta dall'agente Zhu Ming, confidandogli la sua frustrazione per i respingimenti all'accademia nonostante avesse ogni volta effettuato un'assidua preparazione; egli le consiglia di virare sul corso di regia teatrale, mantenendo comunque l'intenzione di recitare, e nel frattempo le trova un lavoro da fotomodella. Lei segue quel consiglio, e nel 2000 viene ammessa alla Central Academy of Drama proprio al corso di regia teatrale di opera cinese. In questo periodo la sua relazione con Zhu Yuchen finisce. Da studentessa fa la volontaria al Chinese Opera Festival, dove si fa notare dal regista Yuan Hong, sotto la cui direzione esordisce da attrice a teatro nel 2001 con A dream like a dream, alla presenza dell'autore Stan Lai, amico del regista. Nel 2004 per farsi notare in vista della fine degli studi si iscrive alla preselezione per la zona di Pechino di Miss Universe China, il concorso di bellezza cinese per selezionare la partecipante a Miss Universo, e si classifica quinta; lo stesso anno si laurea in regia. Sempre nel 2004 è in teatro con Che Guevara, quando il regista Zhang Jing e l'attore Tian Yu, in cerca della protagonista femminile del film televisivo Policewoman Swallow vanno a vederla, e decidono di sceglierla; sul set nasce una storia d'amore con il coprotagonista Tian Yu. Negli anni seguenti ottiene da attrice numerosi ruoli in televisione. Nel 2006 ha in progetto il matrimonio quando il fidanzato apprende del casting in atto per il film erotico di spionaggio Lussuria - Seduzione e tradimento, del regista Premio Oscar Ang Lee, tratto da un racconto di Zhang Ailing. È il suo fidanzato che la aiuta a preparare il materiale da presentare alla produzione; lei è in corsa per il ruolo da protagonista.
Nonostante il forte interesse per il ruolo di attrici affermate come Zhang Ziyi e Liu Yifei, Ang Lee preferisce puntare su un'attrice poco nota, e avendo la sensazione che lei fosse il personaggio uscito dal racconto, la sceglie tra oltre 10mila aspiranti, mentre il suo fidanzato non viene selezionato. Nonostante il parere contrario di sua madre, esordisce quindi al cinema nel 2007 come protagonista femminile di Lussuria - Seduzione e tradimento, in cui recita al fianco di Tony Leung. La lavorazione è molto impegnativa: piange durante le scene più forti, e si aiuta con degli alcolici. Anche il rapporto con il fidanzato si rompe. Per la sua parte, Tang ha imparato a padroneggiare lo shanghainese e il dialetto di Suzhou. Tuttavia, nonostante la pellicola riceva il Leone d'oro alla 64ª Mostra del cinema di Venezia e Tang ottenga per la propria interpretazione diversi riconoscimenti sia in patria che all'estero, il suo astro nascente viene temporaneamente oscurato dal SARFT, l'organo di censura del governo cinese, che ne ordina la messa al bando proprio a causa delle scene esplicite in Lussuria - Seduzione e tradimento. Le sue apparizioni mediatiche vengono ritirate, lo sponsor (crema Pond's, per la quale aveva girato uno spot) rescisso e l'attrice viene rimpiazzata da Maggie Q come protagonista del film epico di Tian Zhuangzhuang Láng zāi jì. Tang Wei nella primavera 2008 decide di trasferirsi a Londra: qui studia la lingua inglese, e lavora da performer e pittrice di strada (vestendosi con dei giornali e pitturandosi maschere o trucchi asiatici sul viso, oppure realizzando ritratti ai passanti o disegnando calligrafie sui marciapiedi), nonché da sparring e istruttrice di badminton in un club per 60 sterline nette all'ora, per circa 15 ore settimanali. Dopo circa quattro mesi le telefona il produttore inglese Bey Logan, esecutivo per i fratelli Weinstein per l'Asia, il quale la chiede un appuntamento per una futura collaborazione; circa una settimana dopo le si presenta davanti durante una performance e si complimenta per la sua creatività; dopo una chiacchierata, si congeda proponendole un invito a cena come partner lavorativo, e lasciandole una banconota da 100 euro nel cappello come passante per la sua performance. Bey Logan per aiutarla la fa in seguito incontrare con personalità del cinema, della televisione e della moda, tra cui lo stilista Gareth Pugh, con il quale si finge modella di lunga esperienza lasciandogli infine una sua fotografia; Pugh la ingaggia per la London Fashion Week di settembre 2008, e lei per una settimana sfila in passerella indossando le creazioni gotiche dello stilista, con il viso dipinto; il compenso finale è di 20.000 euro, e ottiene i complimenti anche di altri stilisti. Nel 2009 si iscrive a un corso di recitazione all'Università di Reading, e i suoi genitori vanno a trovarla.
Il bando viene revocato e Tang torna a recitare nel 2010, divenendo anche testimonial dello shampoo Pantene, ma ancora l'anno seguente, durante il quale diviene testimonial dell'azienda cosmetica giapponese SK-II, le sue scene nel colossal di propaganda The Founding of a Party, realizzato per il 90º anniversario della fondazione del Partito Comunista Cinese, vengono tagliate poco prima dell'uscita a causa delle rimostranze di alcuni discendenti di Mao Zedong verso il fatto che l'attrice interpreti proprio una fiamma di quest'ultimo.
Nel 2012 disegna una propria linea di gioielleria, che pubblicizza con la sua immagine.
Ritrova il successo in patria con la commedia romantica Běijīng yùshàng Xiyǎtú (2013), e dalla primavera 2014 è testimonial degli orologi svizzeri Rado. Il seguito del film diventa nel 2016 la commedia romantica di maggiori incassi in Cina di tutti i tempi (140 milioni di dollari). Tang si classifica 70ª nella lista stilata da Forbes delle 100 celebrità cinesi più influenti del 2013, 38ª nel 2014 e 55ª nel 2015.
Nel 2015 ha fatto il suo esordio in un film in lingua inglese col thriller di Michael Mann Blackhat, a fianco di Chris Hemsworth.
Nel maggio 2021 diventa testimonial dell'azienda di cosmetici dell'inglese Charlotte Tilbury, e nel settembre 2022 dell'azienda spagnola di borse Loewe.

### Vita privata
Dopo le relazioni con gli attori Zhu Yuchen e Tian Yu, è sposata dal 2014 col regista sudcoreano Kim Tae-yong, che l'ha diretta in Manchu (2010): la coppia ha una figlia, nata nel 2016.

## Filmografia

### Attrice

#### Cinema
- Lussuria - Seduzione e tradimento (Sè, jiè), regia di Ang Lee (2007)
- Yuè mǎn xuānníshī, regia di Ivy Ho (2010)
- Manchu, regia di Kim Tae-yong (2010)
- Dragon, regia di Peter Chan (2011)
- Jísù tiānshǐ, regia di Jingle Ma (2011)
- Běijīng yùshàng Xiyǎtú, regia Xue Xiaolu (2013)
- Huángjīn shídài, regia di Ann Hui (2014)
- Blackhat, regia di Michael Mann (2015)
- Mìngzhòng zhùdìng, regia di Zhang Hao (2015)
- Sān chéng jì, regia di Mabel Cheung (2015)
- Huálì shàngbān zú, regia di Johnnie To (2015)
- Běijīng yùshàng Xiyǎtú 2, regia Xue Xiaolu (2016)
- Un lungo viaggio nella notte (Dìqiú zuìhòu de yèwǎn), regia di Bi Gan (2018)
- Gǒu yǎnkàn rénxīn, regia di Nan Wu (2019)
- Chuī shào rén, regia di Xue Xiaolu (2019)
- Decision to Leave, regia di Park Chan-wook (2022)
- Wonderland (원더랜드?, WondeoraendeuLLR), regia di Kim Tae-yong (2024)

#### Televisione
- Chinese Female Football – serie TV (1998)
- Policewoman Swallow – serie TV (2004)
- Sons and Daughters of the Red Cross – serie TV (2004)
- Brother, Brother – serie TV (2005)
- Leaving Seafront Street – serie TV (2005)
- Qingqian Nalati – serie TV (2005)
- Born in the 60s – serie TV (2006)
- Silent Tears – serie TV (2007)
- Dàmíng fēnghuá – serie TV, 25 episodi (2019-2020)

### Doppiatrice
- 3 Idiots, regia di Rajkumar Hirani (2009) - doppiatrice di Kareena Kapoor nella versione in cinese mandarino
- Il regno di Wuba (Zhuō yāo jì), regia di Raman Hui (2015)

## Teatro
- A dream like a dream (2001), regia di Yuan Hong
- Che Guevara (2004), regia di Yang Ting

## Riconoscimenti
- Premio BAFTA
  - 2008 – Candidatura alla miglior stella emergente
- Festival di Cannes
  - 2008 – Trophée Chopard
- Chicago Film Critics Association
  - 2007 – Candidatura all'interprete più promettente per Lussuria - Seduzione e tradimento
- Independent Spirit Award
  - 2008 – Candidatura alla miglior attrice protagonista per Lussuria - Seduzione e tradimento

## Doppiatrici italiane
Nelle versioni in italiano delle opere in cui ha recitato, Tang Wei è stata doppiata da:
- Valentina Mari in Lussuria - Seduzione e tradimento
- Francesca Manicone in Dragon
- Jun Ichikawa in Blackhat
- Germana Longo in Un lungo viaggio nella notte
- Valentina Favazza in Decision to Leave